# Jevetta Steele

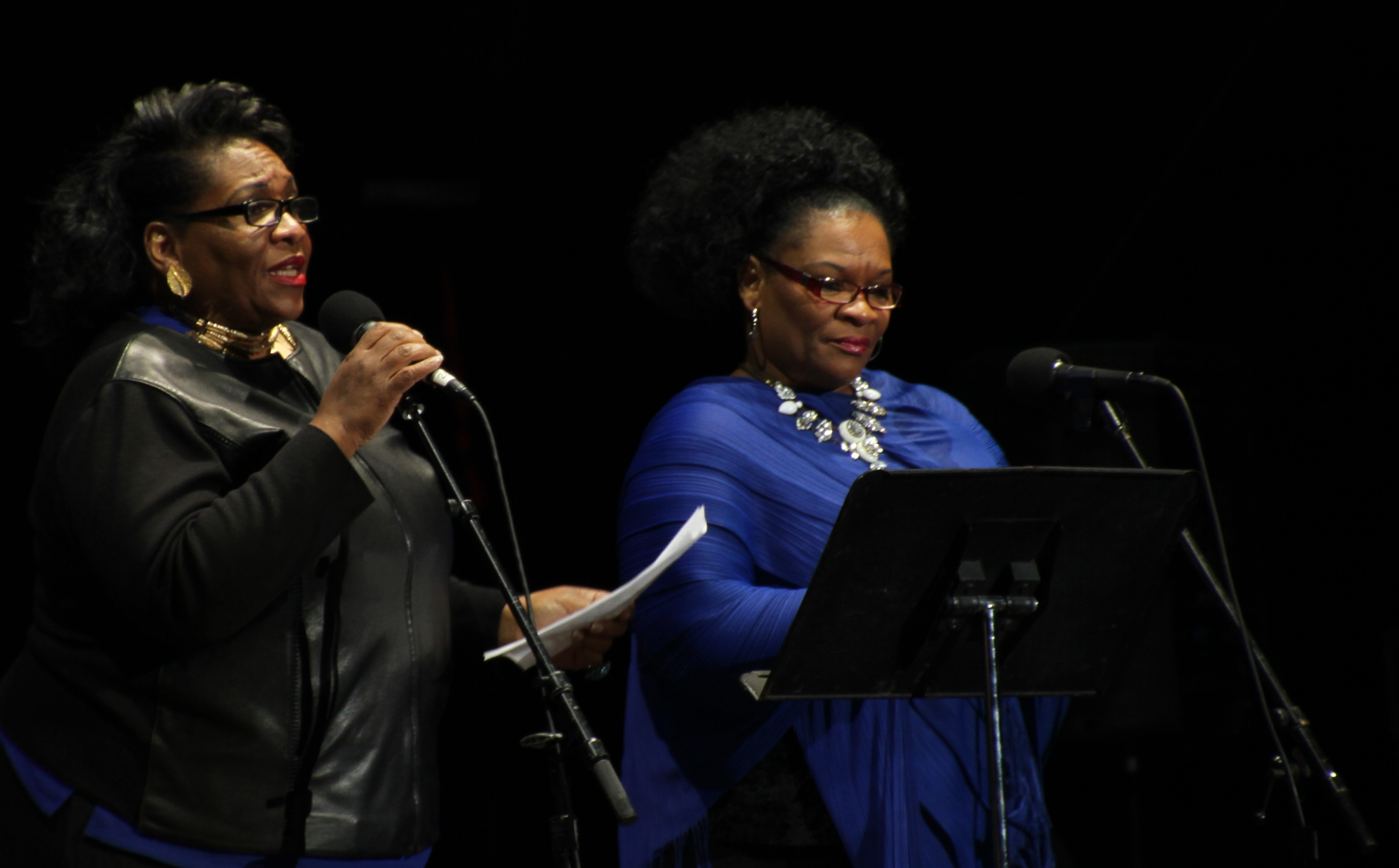
Cantantes Jevetta and Jearlyn Steele en la Feria Estatal de Minnesota (2017).

Jevetta Steele (Gary, 11 de noviembre de 1963) es una cantante estadounidense de góspel y rythm and blues.
Nacida en Gary, Indiana,  ha vivido en Minneapolis muchos años. Allí empezó la carrera de abogada criminalista, y más tarde se decantó por la música. Su canción más conocida es Calling You  que aparece en la película Bagdad Café. Además junto con sus tres hermanos y su hermana forma el grupo The Steeles. Está casada y tiene tres hijos.

## Discografía

### Álbumes
- 1988: Jevetta Steele
- 1992: Hold Me (EP)
- 1993: Here It Is
- 2006: My Heart

### Sencillos
- 1988: "Calling You"